# Hōsei Kijima
Hōsei Kijima (木島 萌生, Kijima Hōsei?; Yokohama, 1º luglio 2002) è un calciatore giapponese, centrocampista del D.C. United.

## Carriera
Nato in Giappone, si è trasferito negli Stati Uniti in giovane età, dove ha militato nella IMG Soccer Academy prima di iscriversi alla Wake Forest University dove ha giocato con la selezione locale di W.F. Demon Deacons. Nel 2023 ha disputato alcuni incontri in USL League Two con i Sarasota Paradise.
Nel SuperDraft del 2024 è stato selezionato dal St. Louis City, ed il 20 febbraio ha firmato il suo primo contratto professionistico, per poi debuttare nello stesso giorno nell'incontro di CONCACAF Champions Cup contro lo Houston Dynamo deciso proprio da un suo gol nei minuti finali.
L'11 dicembre 2024 in occasione dell'Expansion Draft è stato selezionato da San Diego e ceduto al D.C. United in cambio di $400.000.

## Statistiche

### Presenze e reti nei club
Statistiche aggiornate al 6 aprile 2025.
| Stagione        | Squadra           | Campionato      | Campionato | Campionato | Coppe nazionali | Coppe nazionali | Coppe nazionali | Coppe continentali | Coppe continentali | Coppe continentali | Altre coppe | Altre coppe | Altre coppe | Totale | Totale | Totale |
| Stagione        | Squadra           | Comp            | Pres       | Reti       | Comp            | Pres            | Reti            | Comp               | Pres               | Reti               | Comp        | Pres        | Reti        | Pres   | Reti   |        |
| --------------- | ----------------- | --------------- | ---------- | ---------- | --------------- | --------------- | --------------- | ------------------ | ------------------ | ------------------ | ----------- | ----------- | ----------- | ------ | ------ | ------ |
| 2023            | Sarasota Paradise | USL2            | 9          | 1          | USCup           | 0               | 0               | -                  | -                  | -                  | -           | -           | -           | 9      | 1      |        |
| 2024            | St. Louis City 2  | MNP             | 16         | 1          | -               | -               | -               | -                  | -                  | -                  | -           | -           | -           | 16     | 1      |        |
| 2024            | St. Louis City    | MLS             | 18         | 1          | USCup           | 0               | 0               | CCC                | 2                  | 0                  | LC          | 1           | 0           | 21     | 1      |        |
| 2025            | D.C. United       | MLS             | 7          | 1          | USCup           | 0               | 0               | -                  | -                  | -                  | LC          | 0           | 0           | 7      | 1      |        |
| Totale carriera | Totale carriera   | Totale carriera | 50         | 4          |                 | 0               | 0               |                    | 2                  | 0                  |             | 1           | 0           | 53     | 4      |        |